# Siergiej Tołczinski
Siergiej Aleksandrowicz Tołczinski, ros. Сергей Александрович Толчинский (ur. 3 lutego 1995 w Moskwie) – rosyjski hokeista, reprezentant Rosji.

## Kariera
- CSKA Moskwa do lat 17 (2010-2011)
- Krasnaja Armija Moskwa (2011-2012)
- Sault Ste. Marie Greyhounds (2012-2015)
- Charlotte Checkers (2013/2014, 2015-2018)
- Carolina Hurricanes (2016, 2017)
- CSKA Moskwa (2018-2020)
  -  Zwiezda Moskwa (2018/2019, 2019/2020)
- Awangard Omsk (2020-2023)
- SKA Sankt Petersburg (2023-)

Karierę juniorską rozwijał w CSKA Moskwa. Przez sezon grał w juniorskich rozgrywkach MHL edycji 2011/2012. W KHL Junior Draft z 2012 był draftowany przez macierzysty klub z numerem 28. Wkrótce potem w drafcie do kanadyjskich rozgrywek juniorskich CHL z 2012 został wybrany przez klub Sault Ste. Marie Greyhounds i w jego barwach rozegrał trzy kolejne lata w lidze OHL. Po roku gry tamże, w sierpniu 2013 podpisał kontrakt wstępujący z klubem z NHL, Carolina Hurricanes. od 2015 przez trzy sezony grał jednak w zespole farmerskim, Charlotte Checkers, w lidze AHL. W tym okresie w barwach Carolina Hurricanes wystąpił w czterech spotkaniach. Od czerwca 2018 przebywał na okresie próbnym w CSKA Moskwa w rozgrywkach KHL, gdzie w sierpniu tego roku podpisał kontrakt. Tam w kwietniu 2019 prolongował umowę o rok. W maju 2020 został zaangażowany w klubie Awangard Omsk. W maju 2023 został zawodnikiem SKA.
Uczestniczył w turniejach mistrzostw świata juniorów do lat 17 edycji 2012, mistrzostw świata juniorów do lat 18 edycji 2013, mistrzostw świata juniorów do lat 20 edycji 2015. W składzie reprezentacji Rosyjskiego Komitetu Olimpijskiego (ang. ROC) brał udział w turnieju MŚ edycji 2021.

## Sukcesy
Reprezentacyjne
- Złoty medal mistrzostw świata do lat 17: 2012
- Złoty medal Jr Super Series Champion: 2015
- Srebrny medal mistrzostw świata juniorów do lat 20: 2015

Klubowe
- Srebrny medal MHL: 2012 z Krasną Armiją Moskwa
- Bumbacco Trophy: 2014, 2015 z Sault Ste. Marie Greyhounds
- Hamilton Spectator Trophy: 2015 z Sault Ste. Marie Greyhounds
- Puchar Kontynentu: 2019, 2020 z CSKA Moskwa
- Złoty medal mistrzostw Rosji: 2019, 2020 (uznaniowo) z CSKA Moskwa, 2021 z Awangardem Omsk
- Puchar Gagarina: 2019 z CSKA Moskwa, 2021 z Awangardem Omsk

Indywidualne
- Mistrzostwa świata do lat 17 edycji 2012:
  - Skład gwiazd turnieju
- OHL (2014/2015):
  - Siódme miejsce w klasyfikacji asystentów w sezonie zasadniczym: 65 asyst[11]
  - Jedenaste miejsce w klasyfikacji kanadyjskiej w sezonie zasadniczym: 95 punktów[12]
  - Trzeci skład gwiazd
- KHL (2020/2021):
  - Drugie miejsce w klasyfikacji strzelców zwycięskich goli meczowych w fazie play-off: 3 gole
  - Drugie miejsce w klasyfikacji asystentów w fazie play-off: 14 asyst
  - Drugie miejsce w klasyfikacji kanadyjskiej w fazie play-off: 20 punktów
  - Zwycięski gol w szóstym meczu (1:0) finału Awangard - CSKA Moskwa, przesądzający o zwycięstwie w rywalizacji (4:2) i zdobyciu mistrzostwa
  - Mistrz Play-off – Najbardziej Wartościowy Gracz (MVP) fazy play-off (20 punktów za 6 goli i 14 asyst w 24 meczach)[13]
- KHL (2022/2023):
  - Drugie miejsce w klasyfikacji asystentów w sezonie zasadniczym: 40 asyst
  - Piąte miejsce w klasyfikacji strzelcówkanadyjskiej w sezonie zasadniczym: 56 punktów